# AT4反坦克火箭筒
AT4（或AT-4）是瑞典萨博博福斯动力（Saab Bofors Dynamics）生產的一種單發式單兵反坦克武器，它取代了美國和北約武器庫內的M72 LAW火箭筒。紳寶集團在AT4的銷售上取得了頗為顯著的成功，使它成為世界上最為普遍的反坦克武器之一。該武器的設計是希望使步兵單位有能力去摧毀或癱瘓他們所遇到的裝甲部隊和防御工事，包括擊傷或癱瘓現代主戰坦克。AT4的發射筒和弹药在製造後會先行組裝好成為整套，發射筒用後即丟。
AT4的名稱來自於彈頭口徑尺寸（84毫米）的英文讀音「Eighty-four」。

## 研革
AT4是瑞典陸軍替換在1960年代量產服役的60mm Pskott m/68（Miniman）的反戰車火箭筒。它的研發始於1976年，如同m/68，AT4是由位在埃斯基爾斯蒂納的佛倫內德製造廠（Förenade fabriksverken；FFV）所研發，在1981年開始進行原型測評，在測評的一年間試射了至少100發後，其設計獲得瑞典軍方驗收通過，並準備逕入量產。在正式採用量產前，1982年AT4H參與了美國陸軍的新型反甲火箭筒測評，在與多國產品對比後，美軍認為AT4的性能和西德製造的十字弓火箭筒最為優異。但美軍認為AT4的機械瞄具與背帶還有改善空間，在重新設計後，AT4被美軍採用並稱之為M136反坦克榴彈發射器（antitank grenade launcher；LAW），瑞典陸軍也認同這些改善，並加上一支可摺疊的小握把，稱之為Pansarskott m/86（Pskott m/86）。
AT4在瑞典是由埃斯基爾斯蒂納生產發射管與零附件，瑞士RUAG公司彈藥部門生產反甲彈頭，卡爾斯庫加爾圭斯斗（Zakrisdal）的工廠進行最後組裝。在瑞典以外，美國獲得了生產授權。
1990年代初，瑞典曾研發一款加強型AT4火箭筒，代號波佛斯AT-12T，它將發射管直徑擴張成120公厘，戰鬥部變更為縱列彈頭，發射器全重暴增到14公斤。該款強化版號稱破甲效能達900公厘，在1994年測試時擊破裝設爆炸反應裝甲及傾斜角68度的均質鋼板，這數值可以擊破當時大部分主力戰車裝甲，但是最後因蘇聯解體和國防預算萎縮而取消。
因應現代化戰爭有許多城鎮戰的需求，在1980年代末期開發一款可在室內發射的AT4衍生型，在1990年代量產。傳統的反甲火箭筒彈頭動力來源來自於火箭引擎，在發射時會產生非常大的尾焰，基本上不能在密閉空間發射。操作規範也陳述AT4發射後方15公尺內不能有牆或是其它結構體，否則尾焰會回燒到射手或是鄰兵身上。AT4-CS（Confined Space）在發射管內加了一組含鹽藥劑，在推進火箭點火後，該藥劑將會中和推進噴焰，使後方不會受到燒灼，因此AT4-CS可以在室內使用。但是這也降低了推進火箭的噴射推力，使得彈藥發射初速從原版的每秒285公尺降低至220公尺，有效攻擊射程因此縮短。但士兵可以獲得更好的發射隱蔽性，從隱蔽位置發射火箭彈對抗敵軍的装甲運兵車或坦克，從而提高士兵的安全性及成功攻擊的機會。

## 操作
AT4的發射管由強化玻璃纖維製造，為一次性使用、不可重複裝填，降低發射管重量與製造成本。它是一種無後座力武器，這代表砲彈向前推進的慣性與砲管後方噴出的推進氣體的能量達成平衡。因为這種武器幾乎完全不會產生後座力，因此可以使用其他單兵攜帶武器所不能使用的、相對更大規格的砲彈。另外，因為砲管無需承受傳統槍砲所要承受的強大壓力，它也可以設計的很輕。此种設計的缺點是它會在武器後方產生很大的「後燄」區域，可能會對鄰近友軍乃至使用者造成嚴重的燒傷和壓力傷，這使這種武器很难在封閉地區使用。由於瑞典的緯度偏高，因此AT4的耐用溫度較其它國家要重視低溫環境下的適性，它可以在攝氏零下40度至60度（-40至140°F）之間正常操作。
要發射此武器，使用者必須先確定目前沒有友軍或裝備在後燄區，若是趴射，還必須將腳放至側邊以免燒到自己。然後將兩個保險裝置打開，扳起開火擊針和壓下扳機。瞄準是靠一個塑膠可調距瞄準具完成，運輸時以滑蓋保護，除此以外，此武器还可在一個可拆式固定架上加裝光學夜視鏡。使用AT4無需太多訓練且操作容易，这使它能適用於很多情況。因為單價昂貴，它並不適合定期實彈射擊訓練，因此有一些與之操作完全相同的練習版本，区别是發射的为可重上彈的9mm或20mm曳光彈；20mm版本也是一種無後座力武器，並受瑞典陸軍喜爱，因為它的後燄相比9mm的「磅」聲（類似以手指敲空罐的聲音）增加了真實性。
原始的AT4僅有機械瞄具，但是有提供共用導軌，因此可以在發射管上加裝夜視鏡等設備，改善火箭筒的使用彈性。美軍則是搭配AN/PAQ-4C、AN/PEQ-2或AN/PAS-13夜視鏡運用。

## 彈頭
AT4主要的功能是反裝甲作戰，最初設計時它配備的採用成形裝藥的反戰車高爆彈，彈藥預先裝填入密封發射管中，彈頭後方有一組六片的折疊式尾翼，在彈頭出管後張開，讓彈體得以穩定飛行。
AT4的成形裝藥戰鬥部呈鐘形，採用銅罩作為啟動門羅效應的聚能物體，火藥由鋁質內襯包覆。標準型AT4的穿甲深度為420公厘，瑞典軍方評估至少要3枚反甲火箭才能讓一輛裝甲車失能，為了要滿足一次命中，至少需要同時發射5-6枚AT4。
- HEAT（破甲彈）：可穿透420 mm的滾軋均質裝甲（Rolled homogeneous armour；RHA）。
- 破障彈：代號AT8，為了替換海軍陸戰隊使用的石魔火箭，研製以破壞建築物為導向的彈頭，但未獲採用。[4]
- HEDP（高爆兩用彈）：穿甲效能降低為150公厘，但是可以反制碉堡等鋼筋混凝土掩體的破障/穿甲雙用武器。引信可以設定觸發引爆或是延時引爆。
- HP（高穿透力彈）：穿甲力強化版，號稱可穿透超過420公厘，最大達600公厘（17—24英吋）的均質裝甲。[5]
- ER（增程彈頭）：由CS版衍生，反甲穿深增加到460公厘，有效射程增加到600公尺，重量較AT4-CS增重2公斤。[6][5]
- HE（高爆彈頭）：反軟性目標用榴彈，同樣有觸發或是定時引爆引信，有效射程1,000公尺。[6]

## 使用者

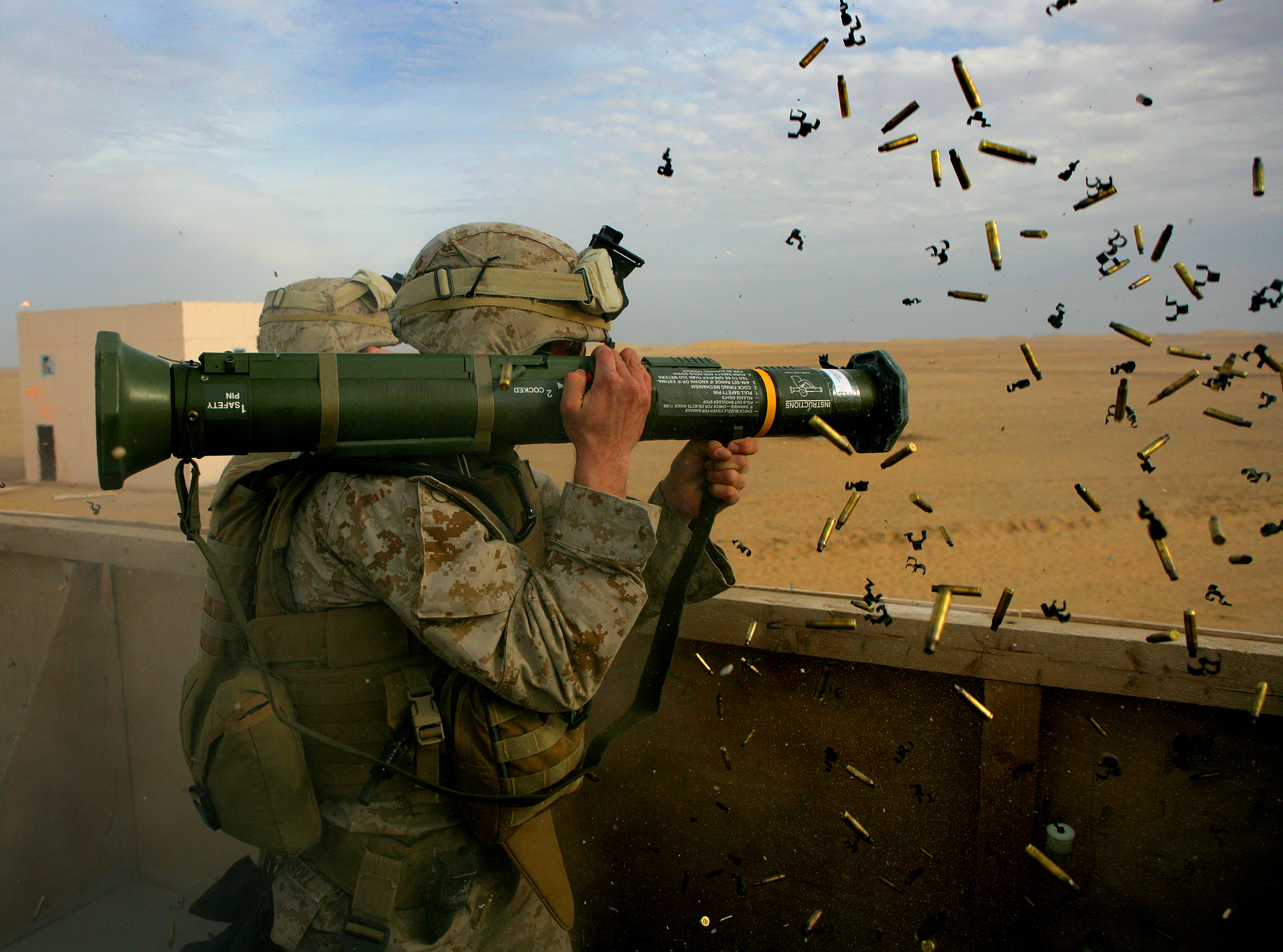
美國海軍陸戰隊使用AT4

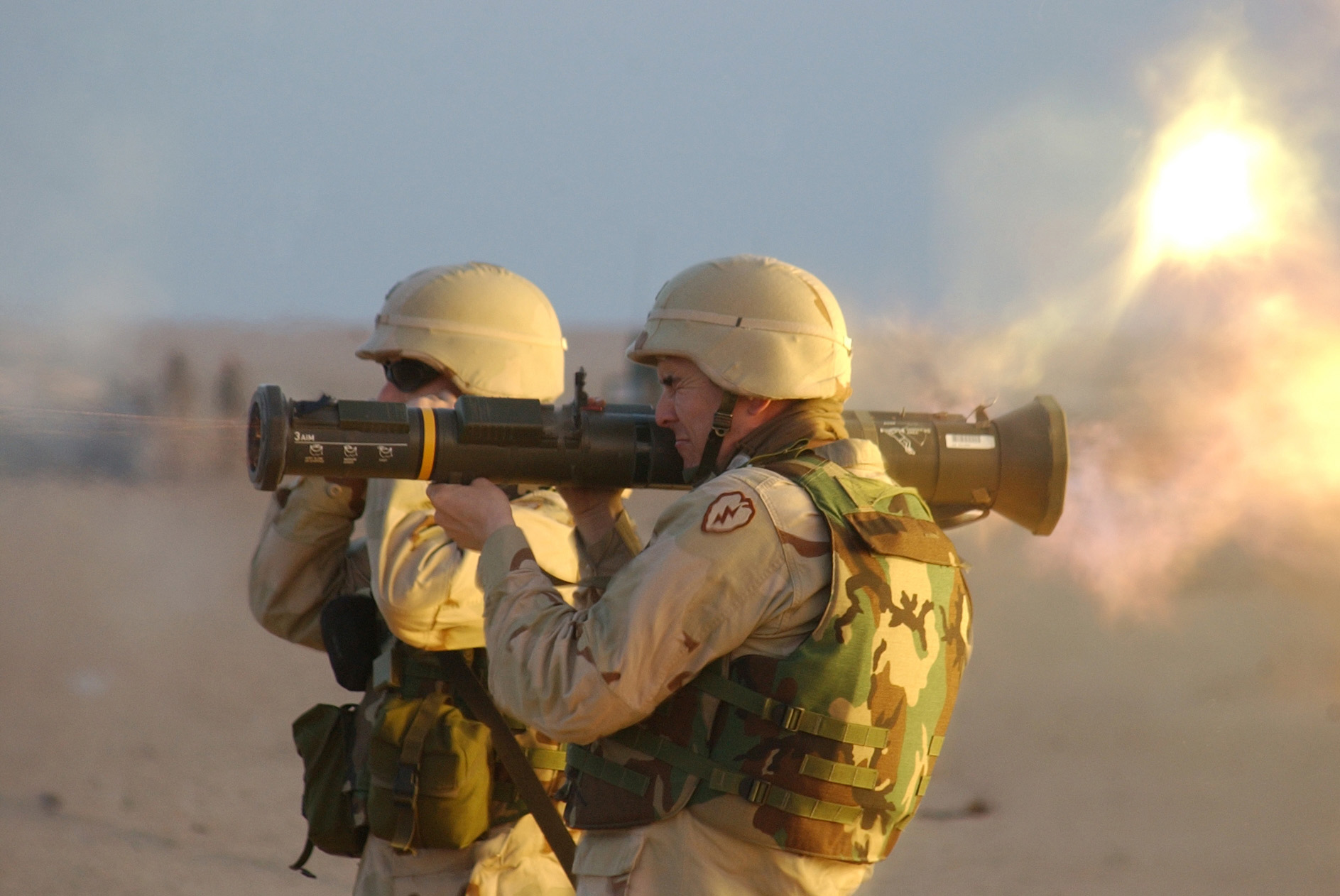
AT4射擊中

| - 阿富汗 - 阿富汗伊斯蘭酋長國 - 阿根廷 - 巴林 - 巴西 - 智利 - 哥伦比亚 - 丹麦 - 爱沙尼亚 - 芬兰 - 法國 - 格鲁吉亚 - 希腊 | - 印度尼西亞 - 愛爾蘭：命名為“SRAAW”。 - 伊拉克 - 伊拉克库尔德斯坦 - 以色列 - 義大利 - 拉脫維亞 - 黎巴嫩 - 立陶宛 - 马来西亚 - 摩洛哥 - 墨西哥 - 荷蘭 - 挪威 - 菲律賓 | - 波蘭 - 俄羅斯：2022年俄羅斯入侵烏克蘭期間自烏克蘭軍繳獲，目前數量不明。 - 沙烏地阿拉伯 - 瑞典：命名為“Pansarskott m/86”。 - 中華民國 - 泰國 - 乌克兰：2022年俄羅斯入侵烏克蘭期間由瑞典供應10,000具。 - 英国：命名為“L2A1（ILAW）”。，被NLAW所取代。 - 美国：於1987年開始在美国海军陆战队及美国陆军中服役，命名為“M136 AT4”。 - 委內瑞拉 - 哈馬斯 |

## 流行文化

### 電影
- 2008年—《科洛弗檔案》：由美國陸軍第42步兵師所使用[9]。
- 2008年—《第一滴血4》：由卡倫反抗軍用以破壞緬甸軍方的巡邏艇。
- 2009年—《特種部隊：眼鏡蛇的崛起》：由美軍特種部隊所使用。
- 2009年—：由約翰·康納（克里斯汀·貝爾飾演）所使用。
- 2014年—：由張先生的手下用以摧毀實驗室大門。
- 2015年—《戰狼》：由「老貓」（史考特·艾金斯飾演）所使用。

### 電子遊戲
- 1999—2010年—《三角洲特種部隊系列》
- 2007年—：命名为“AT-Lance火箭发射器”，军绿色炮身，由先鋒集團的反坦克兵蘭斯所使用。玩家可在戰神之章及机甲爭霸模式使用，售价为7,000美元。另外有衍生型AT4-CS，使用黑色炮身并奇怪地有導引功能，可在所有模式中使用，售价为7,900美元。
  - 火箭弹药售价为1000美元一发，两把武器可互用火箭弹药。
  - 奇怪的是，AT4及AT4-CS的發射筒在該遊戲內皆被設定為可重新裝填，而非一次性用完即棄。
- 2007年—及重製版：只在戰役模式出現，由美國海軍陸戰隊所使用。無法直接被玩家使用，只能透過在控制台輸入指令呼喚出。
- 2009年—及重製版：命名為「AT4-HS」，戰役模式中可在一些關卡當中找到。聯機模式時於等級4解鎖。
- 2010年—《正当防卫2》
- 2010年—《榮譽勳章》：聯機模式中由聯軍特戰兵所使用。
- 2010年—《2》：在多人模式中為工程兵的反坦克裝備，奇怪地具有導引功能。
- 2011年—《光荣使命》
- 2011年—：在单人战役中第二关卡由主角亨利·布萊克本所使用，在聯機模式中被SMAW火箭筒所取代。
- 2012年—《战争前线》：在PVE以及生存模式中由黑木帝国火箭筒兵和突击队员使用，奇怪的能够重新装填以及突击队员版本能够进行三连发，同时士兵背部奇怪的背着RPG-7的弹药。
- 2013年—：在聯機模式的一些地图中作為戰鬥拾取武器登場，命名为“M136 CS”。單人模式中亦能夠由主角丹尼爾·雷克所使用。
- 2014年—《叛亂（英语：Insurgency (video game)）》：安全部隊專用武器。
- 2015年—《火線危機5（日语：タイムクライシス5）》：型號為Pansarskott m/86，由Wild Dog的僱傭兵、Wild Dog和其弟子Wild Fang所使用，其中一具被Keith Martin於第5階段繳獲。
- 2015年—《戰術小隊》：登場型號為AT4，由美國陸軍和英國陸軍所使用，分別命名為“M136 AT4-CS”和“ILAW AT4-CS”。
- 2018年—《叛亂：沙漠風暴》：AT4為安全部隊專屬武器。
- 2019年—《少女前線》：3月12日開始加入重裝部隊，可從純凈數據解析後解鎖。
- 2019年—《重制版》
- 2020年—《绝地求生》火力全开2.0：命名为“AT4-A激光导弹”，发射后可用准星指引导弹飞行，也可中途取消引导。可在密室和据点中获得。
- 2020年—《生化危机3 重製版》
- 2021年—《戰地風雲2042》：作為戰地風雲入口的武器登場。

### 動畫
- 2007年—《DARKER THAN BLACK - 黑之契約者》：型號為Pansarskott m/86，由潘朵拉安全部隊所使用。
- 2011年—《魔法少女小圓》：曉美焰曾使用大量AT4攻擊魔女之夜。

## 參閲
- 反坦克武器
- 反坦克戰

## 外部連結
- （英文）—Saab Bofors Dynamics
- （英文）—AT4 Information Page - Modern Firearms
- （英文）—M136 AT4 - Global Security（页面存档备份，存于）
- （英文）—Early AT4 photos
- （英文）—Modern Firearms—AT4 / M136 antitank grenade launcher（页面存档备份，存于）